# NGC 2220
NGC 2220 este o galaxie situată în constelația Pupa. A fost descoperită în 29 decembrie 1834 de către John Herschel.